# الكرسي الفضي (رواية)
الكرسي الفضي (بالإنجليزية: The Silver Chair)‏: هي رواية فنتازيا للأطفال من تأليف الكاتب سي. إس. لويس، ونشرها جيفري بلس في عام 1953. تعد رابع رواية منشورة من الروايات السبع لسلسلة سجلات نارنيا (1950-1956)، وهو المجلد السادس في الإصدارات الأخيرة، التي تسلسلت وفقًا لتاريخ نارنيا. عملت باولين بينس على الرسم التوضيحي للرواية مثل سائر الروايات، واحتُفظ بعملها في العديد من الإصدارات اللاحقة.
تجري الرواية بشكل رئيس في عالم نارنيا، بعد عقود من أحداث رحلة جوابة الفجر، ولكن بعد أقل من عام من صدورها في إنجلترا. أصبح الملك كاسبيان إكس الآن رجلًا مسنًا، ولكنه يفقد ابنه ووريثه الوحيد، الأمير ريليان. يرسل الأسد أصلان طفلين من إنجلترا إلى نارنيا في مهمة لحل اللغز، وهما يُسطاس صغرون، من رحلة جوابة الفجر، وزميلته في المدرسة، جِل بول. في إنجلترا، يدرس كل من يُسطاس وجِل في مدرسة داخلية مختلطة رهيبة، دار التجريب.
أهديت رواية الكرسي الفضة إلى نيقولاس هاردي، ابن كولين هاردي، وهو عضو في إنكلينغز مع لويس.
نشرت شركة ماكميلان الأمريكية نسخة أمريكية خلال السنة التقويمية.
عُدلت الرواية وصُوّرت مسلسلًا من ست حلقات في تلفزيون بي بي سي في عام 1990.

## الشخصيات الرئيسة
جل بول: طالبة في دار التجريب، وجدها يُسطاس صغرون تبكي بعد أن تعرضت للتنمر من قبل عصابة من الأطفال.
يسطاس كلارنس صغرون: يظهر في رحلة جوابة الفجر، وهو ابن خالة لأربعة أشقاء من آل بيفنسي من القصص السابقة. أصبح شخصًا ألطف بكثير بعد تحوله لفترة وجيزة إلى تنين مسحور في القصة السابقة.
بِركهموم: ساكن مستنقعات (سباخ) يساعد جل ويسطاس للوصول إلى هدفهما. يوجههما ويبقيهما على المسار الصحيح. يمثل الحس السليم وصوت العقل.
السيدة ذات الفستان الأخضر: ملكة العالم السفلي، التي تخطط لغزو نارنيا مع وريثها الشرعي تحت تأثير تعويذتها وإلى جانبها.
الأمير ريليان: وريث العرش في نارنيا، الذي أسرته السيدة ذات الفستان الأخضر واستعبدته في عالمها السفلي.
أصلان: خالق نارنيا، والشخصية الوحيدة التي تظهر في كل كتاب.
الملك كاسبيان: ملك نارنيا المسن الذي ظهر صبيًا في الأمير كاسبيان، وشابًا في رحلة جوابة الفجر، ويشعر بالحزن في الكرسي الفضي؛ لأن ابنه الوحيد أخِذ منه قبل 10 سنوات، مباشرةً بعد وفاة زوجته من لدغة أفعى.
ريشنور: بومة كبيرة ناطقة، تكتشف يسطاس وجل أثناء وصولهما من بلاد أصلان الشرقية، فتساعدهما وتأخذهما إلى برلمان البوم، حيث يُشرح لهما تاريخ ريليان، ثم تساعدهما وتحملهما للقاء بركهموم. كثيرًا ما يكون كلامها متناغمًا مع محاكاة لنداء البوم، «توهوو!». («ثمة شيء من السحر حولكما. لقد رأيتكما آتيين، إذ جئتما طائرَين»).

## تعقيب
في الفصل الرابع من الكتاب، تنبأت إحدى طيور البوم بأن السيدة ذات الفستان الأخضر -ساحرة العالم السفلي- قد تكون «واحدة من عصابة السوء نفسها» مثل الساحرة البيضاء من روايتي الأسد والساحرة وخزانة الملابس وابن أخت الساحر. اقترح بعض القراء أنها قد تكون الساحرة البيضاء التي عادت إلى الحياة. يبدو أن طاقم الشخصيات التي قدمها المحررون الآخرون تروج لذلك، ولكنه ليس مدعومًا بنص لويس. تمثل السيدة ذات الفستان الأخضر أفعى إنسانية، ولا يوجد ضمنيًا في أي من الكتب أن جادس أو الساحرة البيضاء تملك هذه السمة.
تذكّر طريقة حجز ريليان على كرسي بسجن ثيسيوس وبيريثوس في العالم السفلي عندما اكتشفهم هرقل هناك في عمله الثاني عشر والأخير، اختطاف سيربيروس.